# 푸커현

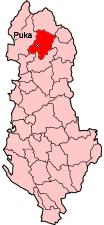
푸커 현의 위치

푸커현(알바니아어: Rrethi i Pukës)은 알바니아를 구성하는 36개 현 가운데 하나로, 현청 소재지는 푸커이며 면적은 1,034km2, 인구는 34,000명(2004년 기준)이다. 행정 구역상으로는 슈코더르 주에 속한다.